# Mező-havas
A Mező-havas (románul: Saca Mare) a Görgényi-havasok legmagasabb pontja Maros megyében, 1777 m tengerszint feletti magasságban. Egy hatalmas vulkáni krátermaradvány peremének egyik része. A kráter átmérője 5-6 km volt, amelyet a Székely pataka átvágott és lecsapolt. A kráterperem többi hegye: Kis-Mező-havas (1731 m), Tatárka (1688 m), Gályános-tető (1680 m), Ferenci láza (1640 m). A csúcsra legkönnyebben a Bucsin-tetőről (1273 m) lehet eljutni a kék kereszttel, majd piros sávval jelzett útvonalon.